# 道の駅わじき

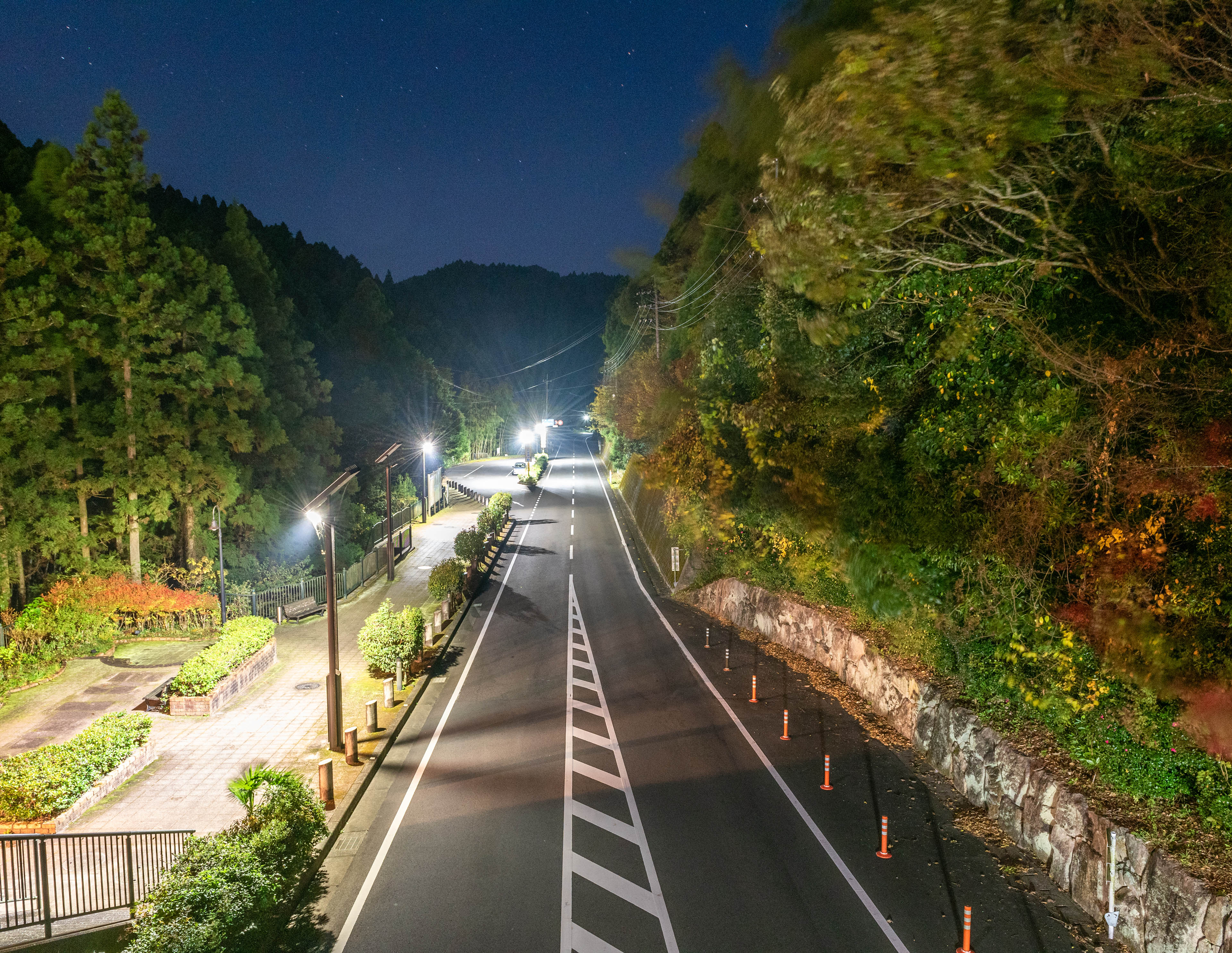
歩道橋から西側

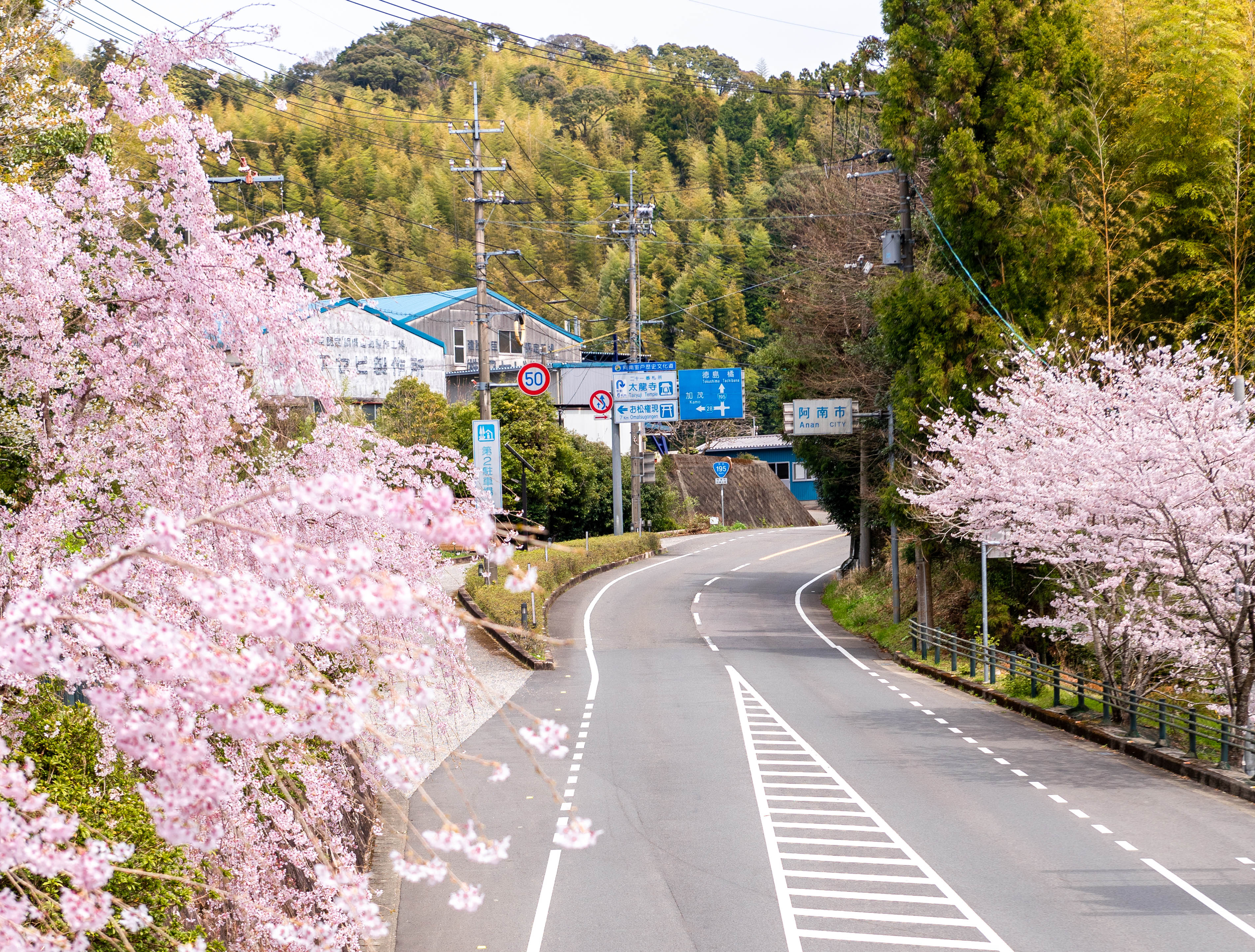
歩道橋から東側（阿南市）

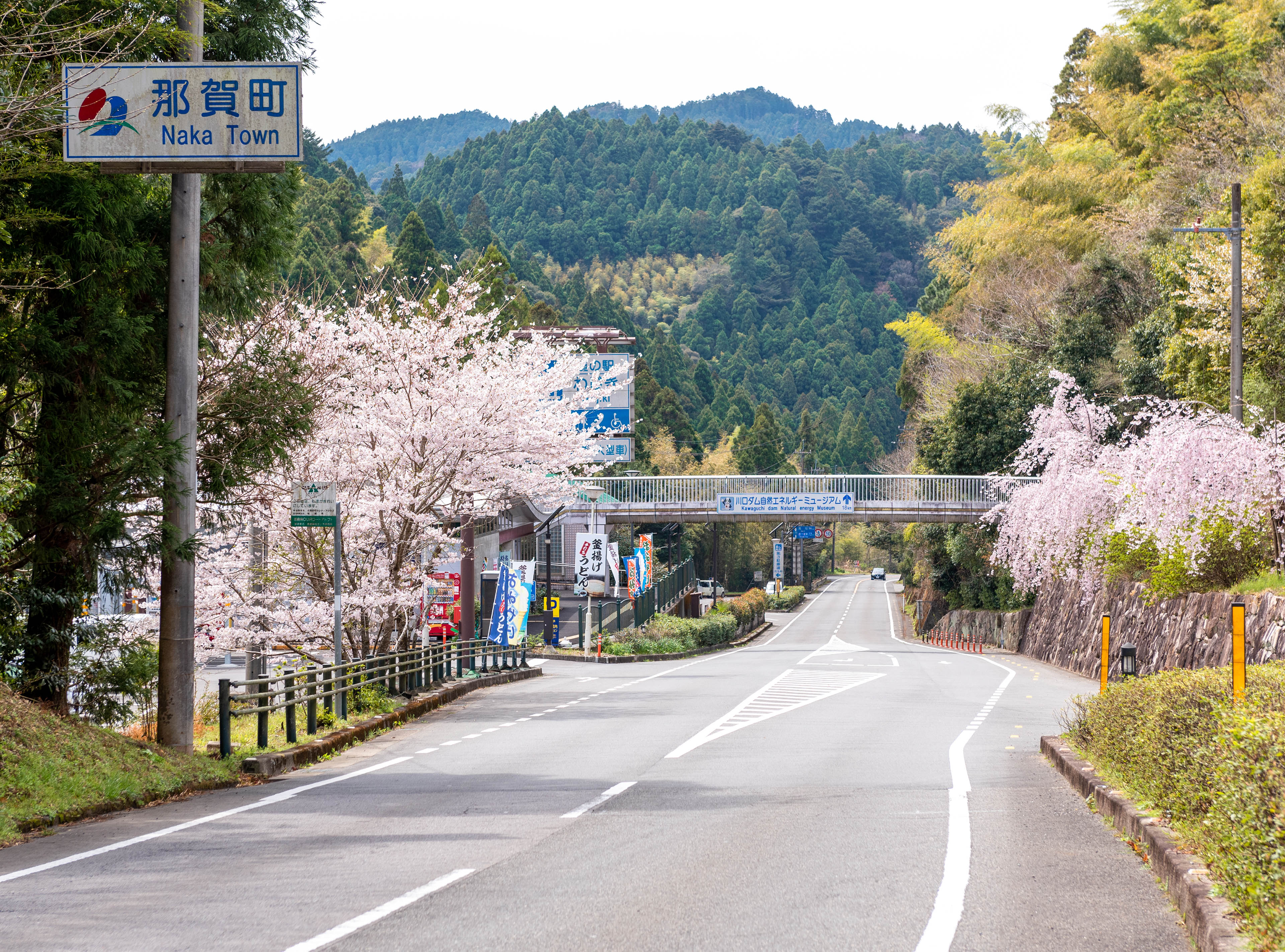
当駅上に阿南市と那賀町の境界がある

道の駅わじき（みちのえき わじき）は、徳島県那賀郡那賀町にある国道195号の道の駅である。

## 施設
- 駐車場
  - 普通車：20台
  - 大型車：3台
  - 身障者用：1台
- トイレ （いずれも24時間利用可能）
  - 男：大 3器、小 5器
  - 女：5器
  - 身障者用：1器
- 公衆電話：1台
- 物産館「のぎくの舘」喫茶、軽食施設あり
- 公園

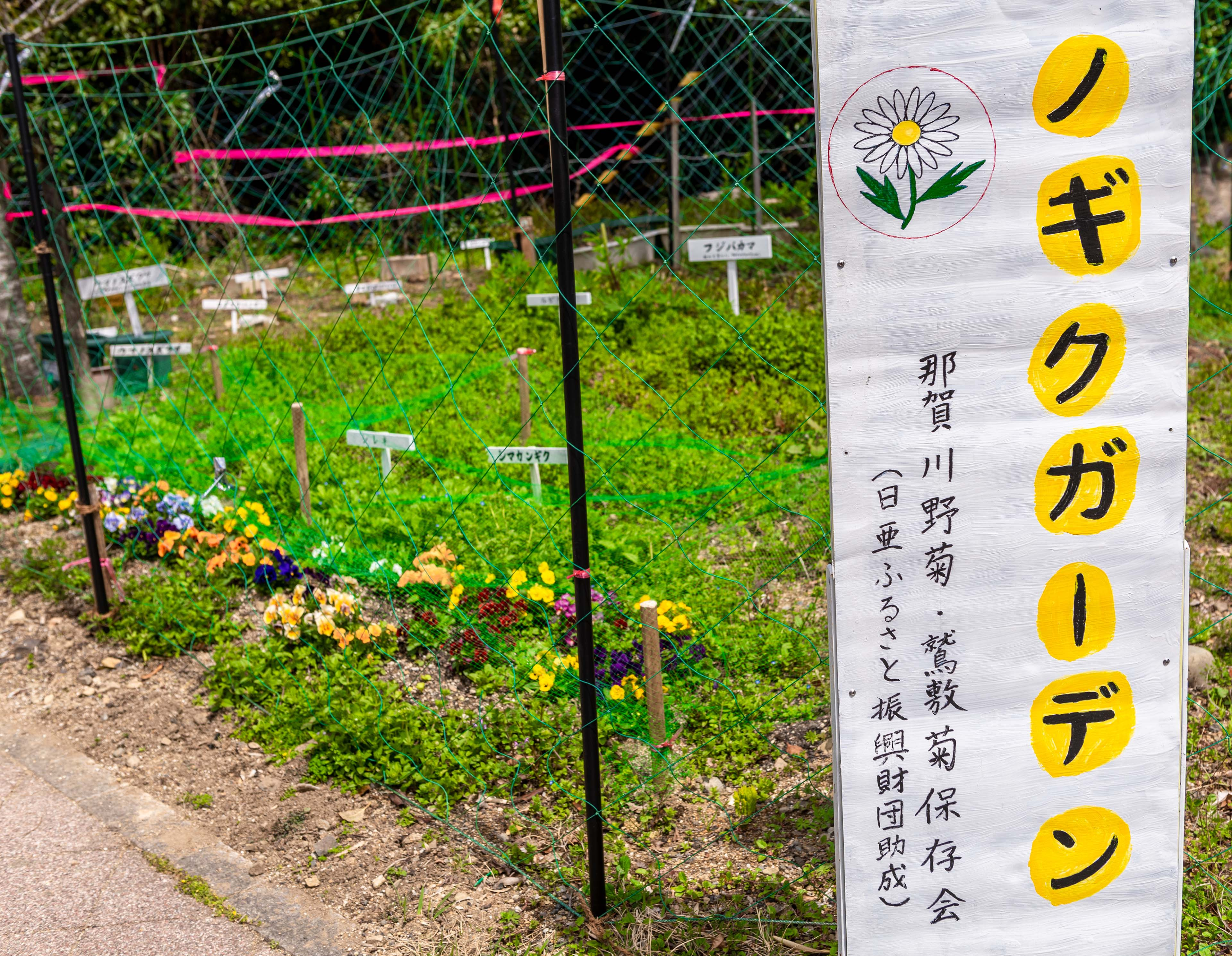
地元団体による庭園 ノギクガーデン
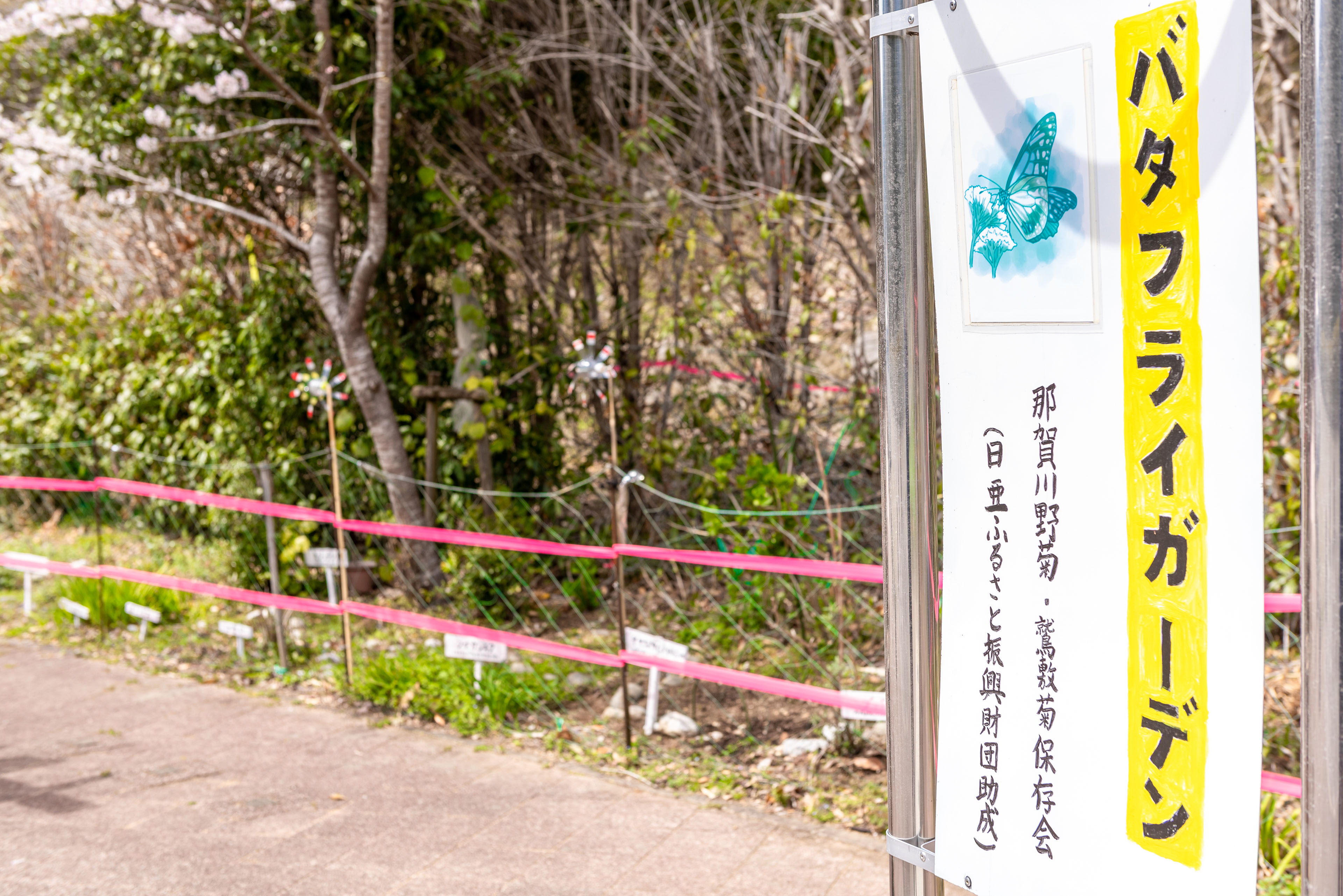
地元団体による庭園 バタフライガーデン
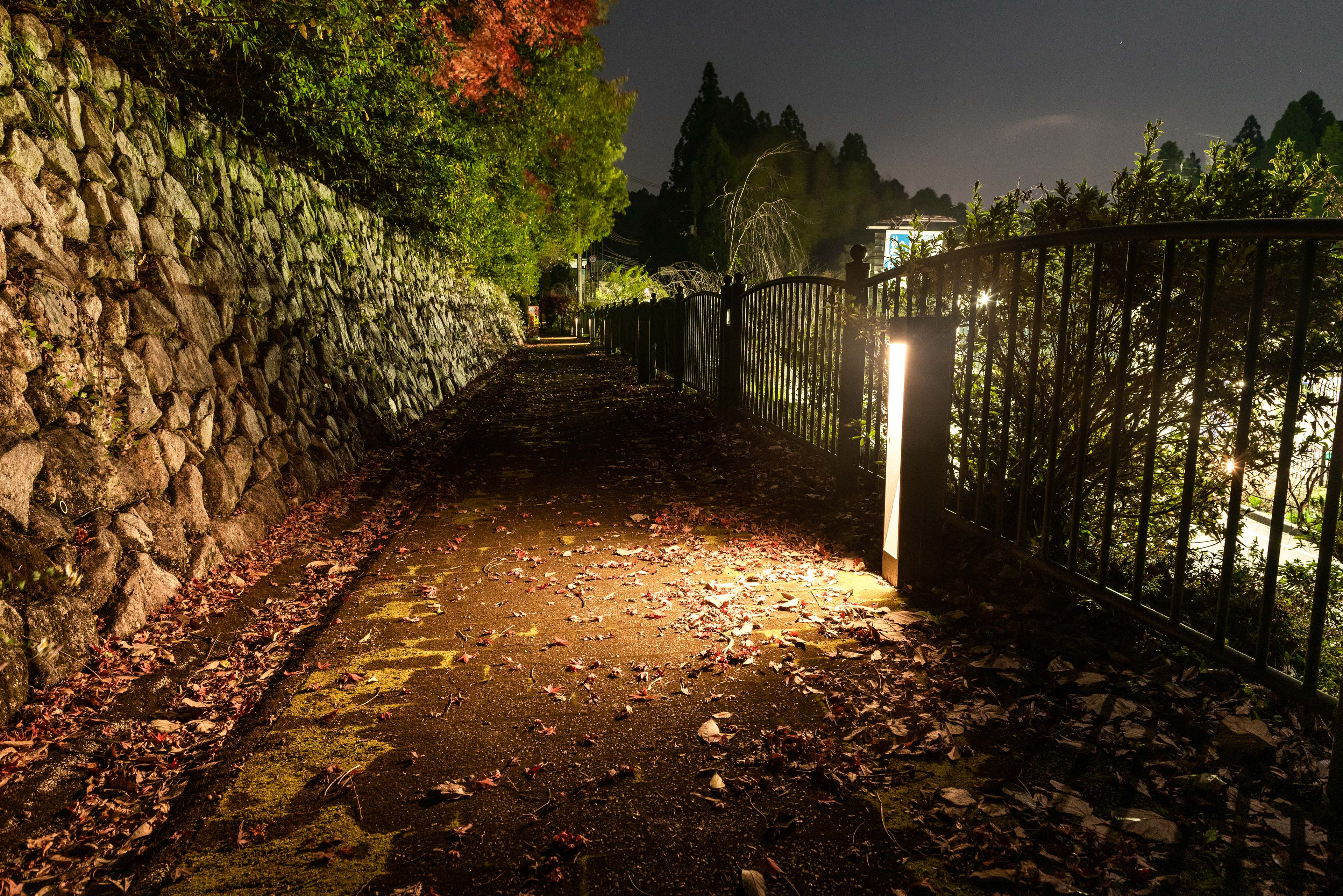
歩道
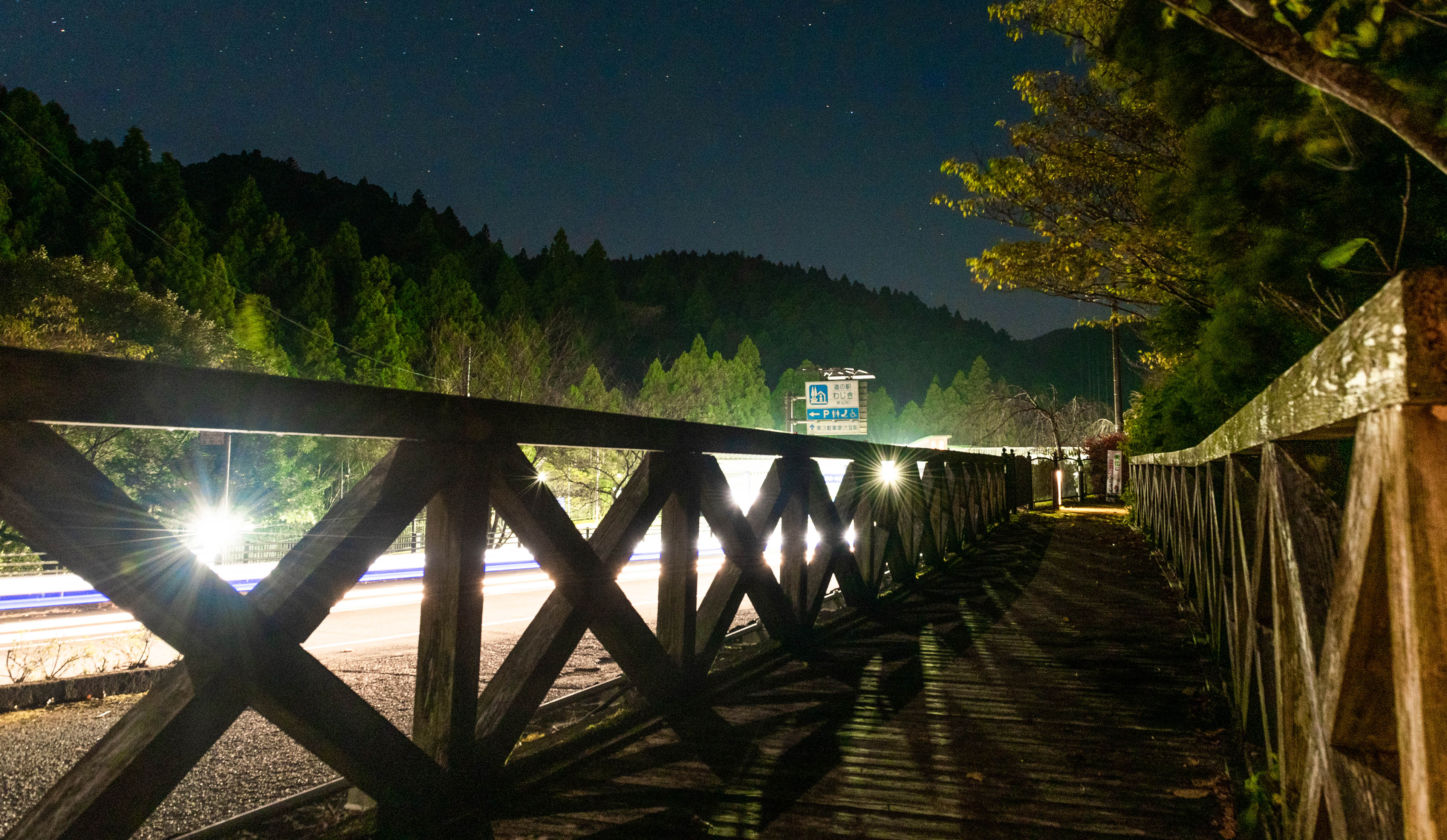
歩道
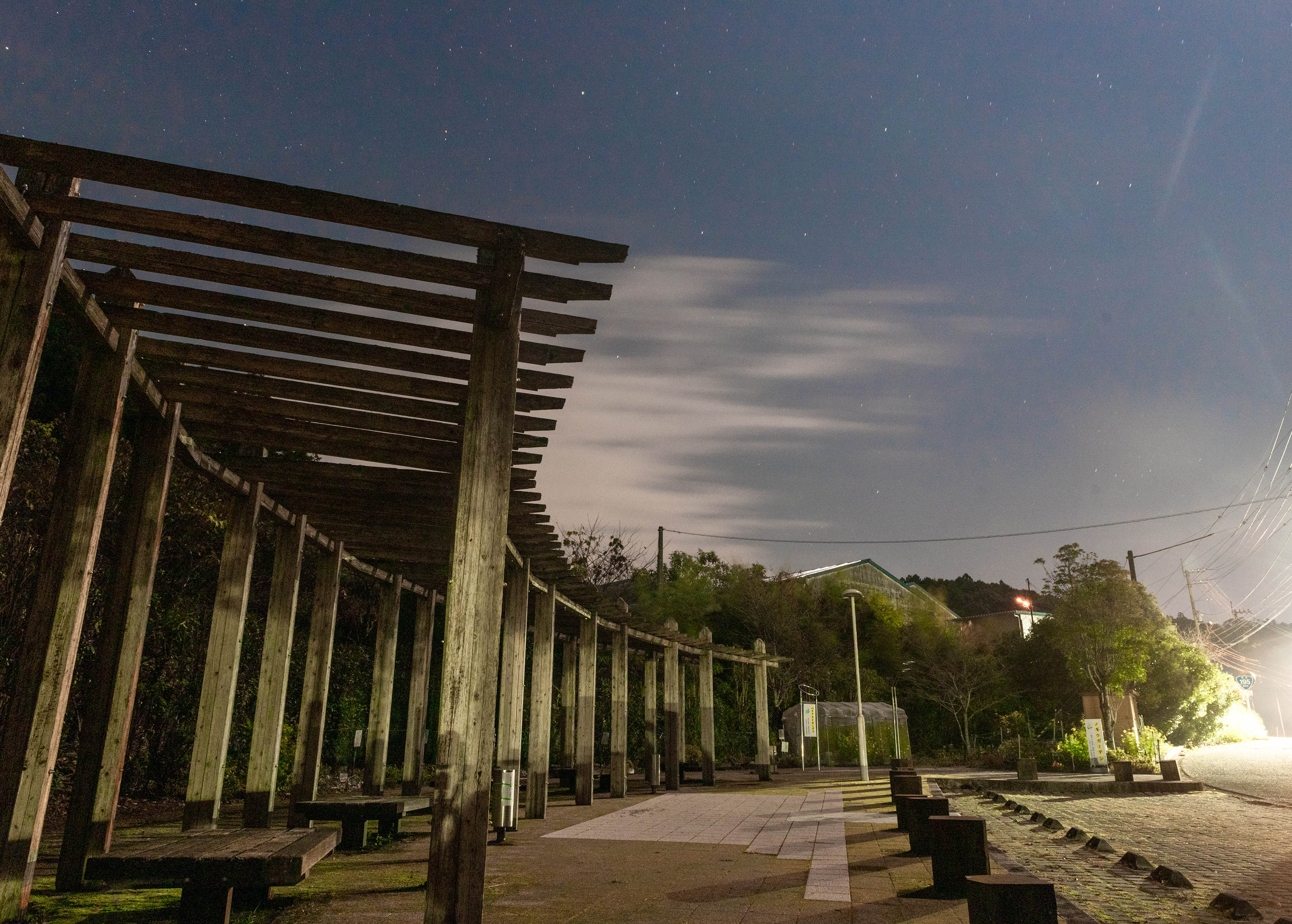
オブジェ
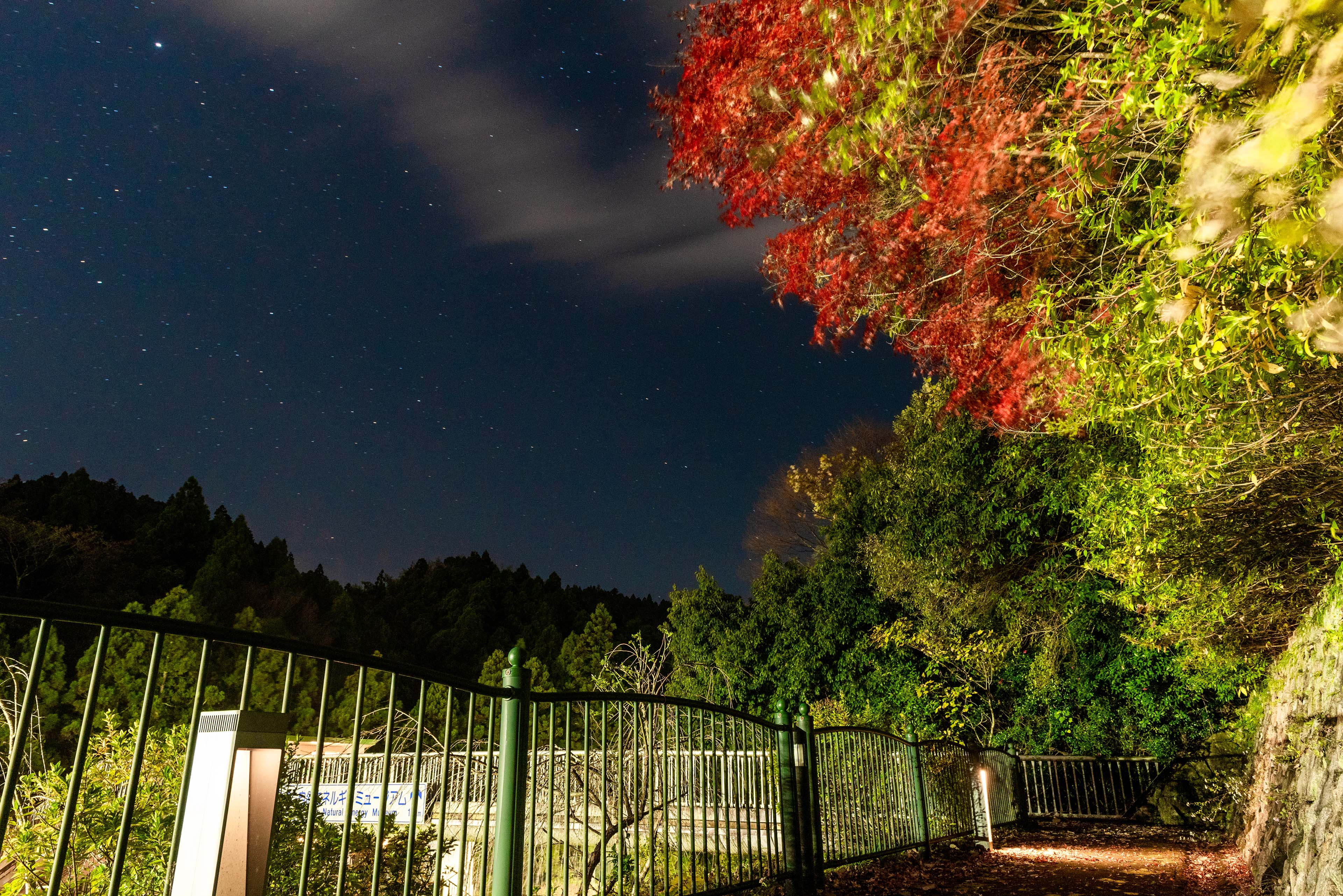
歩道

## 休館日
- 毎週木曜日
- 年末年始

## アクセス
- 国道195号 - 登録路線
  - 徳島県道28号阿南小松島線

## 周辺
- 那賀川
- 那賀町役場
- 太龍寺ロープウェイ（那賀郡那賀町 - 阿南市）
- 太龍寺（四国霊場第21番、阿南室戸歴史文化道）
- 平等寺（四国霊場第22番、阿南室戸歴史文化道）
- わじき温泉
- 徳島県南部健康運動公園（アグリあなんスタジアム）
- エキサイティング・サマー・イン・ワジキ